# Carlo II di Münsterberg-Oels
Carlo II di Münsterberg-Oels, anche noto come Carlo II di Poděbrady ((CS)  Karel II. z Minsterberka; Oleśnica, 15 aprile 1545 – Oleśnica, 28 gennaio 1617), fu duca di Oels dal 1565 al 1617 e duca di Bernstadt dal 1604 al 1617.
Detenne anche i titoli di duca di Münsterberg e conte di Glatz. Dal 1608 al 1617 fu governatore della Slesia sotto gli imperatori Rodolfo and Mattia.

## Vita
Carlo II era un membro del ramo Münsterberg del Casato di Poděbrady. I suoi genitori furono Enrico II di Münsterberg e Oels (1507–1548) e Margherita (1515–1559), figlia del duca Enrico V di Meclemburgo-Schwerin.
Nel 1561, Carlo II andò a Vienna con il suo precettore per studiare. A Vienna, visse alla corte dell'imperatore Ferdinando I. Dopo la morte di Ferdinando nel 1565, rimase per altri sei anni alla corte dell'imperatore Massimiliano II, che accompagno a tutte le diete così come sui viaggi in Ungheria e oltre.
Dopo la morte di suo zio Giovanni di Poděbrady nel 1565 Carlo ereditò il Ducato di Oels. Il 17 settembre 1570 sposò Caterina Berka di Duba (1553–1583) a Moravská Třebová. Attraverso questo matrimonio acquisì la Signoria di Šternberk nella Moravia Settentrionale, che rimase alla sua famiglia fino al 1647. Dopo la morte di Caterina nel 1583, Carlo sposò Elisabetta Maddalena (1562–1630), figlia del duca Giorgio II di Brieg, il 30 settembre 1585.
Dopo la morte del signore Jiřík Zajímač di Kunštát nel 1587, sua sorella Caterina, che era sposata a Hynek Brtnice di Waldstein, trasferì la Signoria di Jevišovice nella Moravia Meridionale a Carlo II, poiché il ramo Münsterberg era l'unico sopravvissuto della famiglia Kunštát. Nel 1588 Carlo scambiò con il vescovo Stanislaus Pavlovský von Pavlovitz di Olomouc, la Signoria di Žďár nad Sázavou in Moravia per alcune proprietà minori nelle vicinanze di Šternberk.
Carlo era un seguace dell'insegnamento evangelico che promosse nelle sue signorie della Moravia. A Trzebnica fu in grado di fondare la chiesa evangelica, anche se la badessa dell'abbazia di Santa Edvige in Trzebnica combatté ferocemente contro di essa e fu sostenuta dal vescovo a Breslavia nonché dall'imperatore. Nel 1602, assunse la tutela dei suoi nipoti Giovanni Cristiano di Brieg e Giorgio Rodolfo di Legnica, che furono allevati alla sua corte ad Oels. Nel 1604 riacquistò il ducato di Bernstadt, che suo fratello Enrico III aveva venduto nel 1574.
Alla morte del vescovo di Breslavia Giovanni VI di Sitsch nel 1608, fu nominato governatore delle Slesia dall'imperatore Rodolfo II.

## Eredità
Nella sua residenza a Oels, Carlo completò il palazzo che suo zio Giovanni aveva cominciato. Nel 1594, fondò l' "illustre liceo" così come una biblioteca che serviva la facoltà e gli studenti, ma era anche disponibile per i cittadini di Oels. Fu ospitato in una stanza della chiesa del castello e, dopo che la chiesa crollò nel 1905 una nuova ala fu unita alla sala anteriore. Dopo la Seconda guerra mondiale e la relativa transizione in Polonia, questa stanza non era accessibile e la biblioteca era inizialmente elencata come mancante. Nel 1997, gli schedari potevano essere indicizzati dalla Commissione per le biblioteche personali dell'Akademie der Wissenschaften und der Literatur a Magonza. La collezione di libri danneggiata è stata restaurata con il sostegno finanziario del Ministero dell'interno tedesco.

## Prole
Dal matrimonio di Carlo con Caterina Berka di Duba nacquero due figli:
1. Enrico Venceslao il vecchio (1575–1591)
2. Margherita Maddalena (13 maggio 1578 - 14 maggio 1578)

Dal secondo matrimonio con Elisabetta Maddalena nacquero:
1. Giorgio (31 agosto 1587 - 14 novembre 1587)
2. Carlo (8 gennaio 1590 - 20 maggio 1590)
3. Enrico Venceslao il giovane (1592–1639)
4. Carlo Federico I (1593–1647), ultimo membro maschile del Casato di Poděbrady
5. Barbara Margherita (1595–1652)
6. Giorgio Gioacchino (1597–1598)
7. Elisabetta Maddalena (1599–1631) sposò Giorgio Rodofo di Legnica
8. Sofia Caterina (1601–1659), sposò Giorgio III di Brieg

## Ascendenza
|                                             |                                   |                                            | Genitori                                   |  |  | Nonni |  |  | Bisnonni                     |  |  | Trisnonni         |  |
|                                             |                                   |                                            |                                            |  |  |       |  |  | Enrico I di Münsterberg-Oels |  |  | Giorgio di Boemia |  |
|                                             |                                   |                                            |                                            |  |  |       |  |  | Enrico I di Münsterberg-Oels |  |  | Giorgio di Boemia |  |
|                                             |                                   | Cunegonda di Sternberg                     |                                            |  |  |       |  |  | Enrico I di Münsterberg-Oels |  |  |                   |  |
| Carlo I di Münsterberg-Oels                 |                                   |                                            |                                            |  |  |       |  |  | Enrico I di Münsterberg-Oels |  |  |                   |  |
|                                             |                                   | margravia Ursula di Brandeburgo            | Alberto III di Brandeburgo                 |  |  |       |  |  |                              |  |  |                   |  |
|                                             |                                   | margravia Ursula di Brandeburgo            | Alberto III di Brandeburgo                 |  |  |       |  |  |                              |  |  |                   |  |
|                                             |                                   | margravia Ursula di Brandeburgo            | margravia Margherita di Baden              |  |  |       |  |  |                              |  |  |                   |  |
| Enrico II di Münsterberg-Oels               |                                   | margravia Ursula di Brandeburgo            |                                            |  |  |       |  |  |                              |  |  |                   |  |
|                                             |                                   | Jan II, XXI duca di Głogów-Żagań           | Jan I, XVI duca di duca di Głogów-Żagań    |  |  |       |  |  |                              |  |  |                   |  |
|                                             |                                   | Jan II, XXI duca di Głogów-Żagań           | Jan I, XVI duca di duca di Głogów-Żagań    |  |  |       |  |  |                              |  |  |                   |  |
|                                             |                                   | Jan II, XXI duca di Głogów-Żagań           | duchessa Scolastica di Sassonia-Wittenberg |  |  |       |  |  |                              |  |  |                   |  |
| duchessa Anna von Głogów-Żagań              |                                   | Jan II, XXI duca di Głogów-Żagań           |                                            |  |  |       |  |  |                              |  |  |                   |  |
|                                             |                                   | principessa Kateřina Opavska               | Vilém I, VI principe di Opava              |  |  |       |  |  |                              |  |  |                   |  |
|                                             |                                   | principessa Kateřina Opavska               | Vilém I, VI principe di Opava              |  |  |       |  |  |                              |  |  |                   |  |
|                                             |                                   | principessa Kateřina Opavska               | duchessa Salome von Czastalowitz           |  |  |       |  |  |                              |  |  |                   |  |
| Karl II, VII duca di Münsterberg-Oels       |                                   | principessa Kateřina Opavska               |                                            |  |  |       |  |  |                              |  |  |                   |  |
|                                             | Magnus II di Meclemburgo-Schwerin | Enrico IV di Meclemburgo-Schwerin          |                                            |  |  |       |  |  |                              |  |  |                   |  |
|                                             | Magnus II di Meclemburgo-Schwerin | Enrico IV di Meclemburgo-Schwerin          |                                            |  |  |       |  |  |                              |  |  |                   |  |
|                                             | Magnus II di Meclemburgo-Schwerin | principessa Dorotea di Brandeburgo         |                                            |  |  |       |  |  |                              |  |  |                   |  |
| Enrico V di Meclemburgo-Schwerin            | Magnus II di Meclemburgo-Schwerin |                                            |                                            |  |  |       |  |  |                              |  |  |                   |  |
|                                             |                                   | principessa Sofia di Pomerania-Wolgast     | Eric II di Pomerania-Wolgast               |  |  |       |  |  |                              |  |  |                   |  |
|                                             |                                   | principessa Sofia di Pomerania-Wolgast     | Eric II di Pomerania-Wolgast               |  |  |       |  |  |                              |  |  |                   |  |
|                                             |                                   | principessa Sofia di Pomerania-Wolgast     | duchessa Sofia di Pomerania-Stolp          |  |  |       |  |  |                              |  |  |                   |  |
| duchessa Margherita di Meclemburgo-Schwerin |                                   | principessa Sofia di Pomerania-Wolgast     |                                            |  |  |       |  |  |                              |  |  |                   |  |
|                                             |                                   | Filippo del Palatinato                     | Ludovico IV del Palatinato                 |  |  |       |  |  |                              |  |  |                   |  |
|                                             |                                   | Filippo del Palatinato                     | Ludovico IV del Palatinato                 |  |  |       |  |  |                              |  |  |                   |  |
|                                             |                                   | Filippo del Palatinato                     | duchessa Margherita di Savoia              |  |  |       |  |  |                              |  |  |                   |  |
| principessa Helene von der Pfalz            |                                   | Filippo del Palatinato                     |                                            |  |  |       |  |  |                              |  |  |                   |  |
|                                             |                                   | principessa Margherita di Baviera-Landshut | Ludovico IX di Baviera-Landshut            |  |  |       |  |  |                              |  |  |                   |  |
|                                             |                                   | principessa Margherita di Baviera-Landshut | Ludovico IX di Baviera-Landshut            |  |  |       |  |  |                              |  |  |                   |  |
|                                             |                                   | principessa Margherita di Baviera-Landshut | principessa Amalia di Sassonia             |  |  |       |  |  |                              |  |  |                   |  |
|                                             |                                   | principessa Margherita di Baviera-Landshut |                                            |  |  |       |  |  |                              |  |  |                   |  |